# Huyện (Indonesia)
Huyện của Indonesia, tiếng Indonesia gọi là Kabupaten, là các đơn vị hành chính ở khu vực nông thôn trong cấp hành chính địa phương thứ hai ở Indonesia sau tỉnh. Hiện nay toàn Indonesia có 349 huyện ở 33 tỉnh. Tính bình quân, mỗi huyện có dân số khoảng 700.000 người và rộng khoảng xấp xỉ 5000 km².
Mỗi huyện có một bộ máy hành pháp riêng gọi là Pemerintah Kabupaten và một cơ quan lập pháp riêng gọi là Dewan Perwakilan Rakyat Daerah Kabupaten. Các ủy viên của cơ quan lập pháp được bầu ra bởi hình thức phổ thông đầu phiếu và có nhiệm kỳ 5 năm. Cơ quan lập pháp lại bầu ra huyện trưởng (Bupati) làm người đứng đầu cơ quan hành pháp. Từ khi cải cách phân quyền diễn ra từ cuối thập niên 1990, huyện có thêm nhiều chức năng hành chính hơn so với trước và chính quyền huyện trở nên có nhiều quyền tự chủ hơn và ít bị điều khiển hơn bởi chính quyền tỉnh.
Cùng ở cấp hành chính địa phương thứ hai như huyện, nhưng ở khu vực thành thị, là các Kota, thành phố trực thuộc tỉnh của Indonesia. Đơn vị hành chính ngay dưới huyện là các Kecamatan.